# Brad Fast
Brad Fast (* 21. Februar 1980 in Fort St. John, British Columbia) ist ein ehemaliger kanadischer Eishockeyspieler, der zuletzt bei Anyang Halla in der Asia League Ice Hockey unter Vertrag stand.

## Karriere
Brad Fast begann seine Laufbahn 1994 in seiner Geburtsstadt bei den Fort St. John Flyers in einer unterklassigen Juniorenliga in British Columbia. Zwei Jahre später wurde er von den Prince George Spruce Kings aus der British Columbia Hockey League verpflichtet. Für diese absolvierte der Defensivspieler drei gute Spielzeiten, bevor er sich zu einem Studium entschloss und dieses ab 1999 an der Michigan State University absolvierte. In den folgenden vier Jahren setzte Fast seine Eishockeykarriere nebst seinem Studium fort und ging für die Universitätsmannschaft der MSU, die Michigan State Spartans, in der Central Collegiate Hockey Association aufs Eis. Beim NHL Entry Draft 1999 wurde er in der dritten Runde an Position 84 von den Carolina Hurricanes ausgewählt. Während dieser Zeit gewann der Kanadier mehrmals die Meisterschaft der CCHA und wurde aufgrund seiner Leistungen mit mehreren individuellen Ehrungen bedacht. So wurde Fast 2003 unter anderem ins First All-Star Team der Liga gewählt und als bester defensiver Verteidiger der Liga ausgezeichnet. Noch während der Saison 2002/03 absolvierte er seine ersten Spiele als Profi für die Lowell Lock Monsters, das damalige Farmteam der Hurricanes, in der American Hockey League und hatte zum Saisonende sieben Einsätze in der AHL zu Buche stehen.
Auch in der darauffolgenden Spielzeit stand Fast überwiegend im Farmteam im Einsatz, wobei er als Stammkraft zu 79 Einsätzen kam und 35 Scorerpunkte verbuchte. Noch während der Saison 2003/04 wurde er am 4. April 2004 erstmals in einem Spiel der National Hockey League eingesetzt. Beim Spiel gegen die Florida Panthers erzielte er kurz vor Spielende den Treffer zum 6-6, als er Roberto Luongo im Tor der Panthers bezwang. Dies war das letzte Spiel in der Geschichte der NHL, das mit einem Unentschieden endete. Fast ist einer von vier Spielern (gemeinsam mit Rolly Huard, Dean Morton und Samuel Henley) in der Geschichte der Liga, der bei seinem einzigen Einsatz in der NHL ein Tor erzielt hat. Auch in der folgenden Spielzeit stand der Verteidiger überwiegend für die Lowell Lock Monsters im Einsatz, daneben verstärkte er gegen Saisonende und in den Playoffs die Florida Everblades in der ECHL.
Im August 2005 unterschrieb er als Free Agent einen Kontrakt bei den Los Angeles Kings, für die er allerdings nie spielte und stattdessen die gesamte Saison bei deren Farmteam, die Manchester Monarchs, in der American Hockey League verbrachte. Im Anschluss entschied sich Fast für den Sprung nach Europa und nahm ein Angebot der SCL Tigers an, für die der Kanadier in der Nationalliga A spielte. Nach einem Jahr folgte ein Engagement beim ERC Ingolstadt in der Deutschen Eishockey Liga.
Auch dort hielt es ihn nicht länger als eine Saison und Fast unterschrieb zur Saison 2008/09 einen Kontrakt beim südkoreanischen Verein Anyang Halla in der Asia League Ice Hockey, mit denen er 2010 und 2011 die Meisterschaft der Asia League Ice Hockey gewann. Im Juli 2011 entschied er seine Spielerkarriere zu beenden.

## Erfolge und Auszeichnungen
- 1999 Bester Verteidiger der BCHL
- 1999 Fairster Spieler der BCHL
- 2000 Meister der CCHA mit der Michigan State University
- 2001 Meister der CCHA mit der Michigan State University
- 2003 Bester defensiver Verteidiger der CCHA
- 2003 CCHA First All-Star Team
- 2003 NCAA West Second All-American Team
- 2010 Asia-League-Ice-Hockey-Meister mit Anyang Halla
- 2011 Asia League Ice Hockey-Meister mit Anyang Halla

## Karrierestatistik
(Legende zur Spielerstatistik: Sp oder GP = absolvierte Spiele; T oder G = erzielte Tore; V oder A = erzielte Assists; Pkt oder Pts = erzielte Scorerpunkte; SM oder PIM = erhaltene Strafminuten; +/− = Plus/Minus-Bilanz; PP = erzielte Überzahltore; SH = erzielte Unterzahltore; GW = erzielte Siegtore; 1 Play-downs/Relegation; Kursiv: Statistik nicht vollständig)